# 메트로 (영화)
《메트로》(영어: Metro)는 1997년 개봉한 미국의 액션 코미디 드라마 영화이다. 토머스 카터가 연출하고, 에디 머피, 마이클 래퍼포트 등이 출연하였다.

## 줄거리
뛰어난 인질 협상 전문가인 샌프란시스코 경찰국 소속 스콧 로퍼 형사는 한 보석 강도에게 전 파트너인 절친이 잔인하게 살해되자 직접 사건을 맡고 싶어한다. 윗선에서 이해 충돌을 이유로 수사를 허가하지 않음에도 스콧은 이 살인범을 붙잡아 정의를 구현하기로 결심한다.

## 출연진
- 에디 머피 - 스콧 로퍼 형사 역
- 마이클 래퍼포트 - 케빈 매콜 형사 역
- 카먼 이조고 - 버로니카 “로니” 테이트 역
- 마이클 윈콧 - 마이클 코다 역
- 아트 에번스 - 샘 배퍼트 경위 역
- 폴 벤빅터 - 클래런스 틸 역
- 도널 로그 - 얼 역

## 우리말 녹음
| KBS 성우진 (2000년 4월 1일) - 이인성 - 로퍼(에디 머피) - 김관진 - 매콜(마이클 래퍼포트) - 김준 - 코다(마이클 윈콧) - 김수경 - 로니(카먼 이조고) - 문영래 - 조동희 - 유해무 - 유제상 - 최문자 - 김경응 - 김영진 - 은영선 | SBS 성우진 (2005년 9월 4일) - 이인성 - 로퍼(에디 머피) - 정훈석 - 매콜(마이클 래퍼포트) - 송준석 - 코다(마이클 윈콧) - 차명화 - 로니(카먼 이조고) - 안정현 - 홍승옥 - 정동열 - 임은정 - 장승길 - 황윤걸 - 윤복성 - 이상범 - 윤세웅 |  |